# Protoplectron inversum
Protoplectron inversum är en insektsart som först beskrevs av Navás 1914.  Protoplectron inversum ingår i släktet Protoplectron och familjen myrlejonsländor. Inga underarter finns listade i Catalogue of Life.